# Xanthasia murigera
Xanthasia murigera is een krabbensoort uit de familie van de Pinnotheridae. De wetenschappelijke naam van de soort is voor het eerst geldig gepubliceerd in 1846 door White.